# イジー・ヤロシーク
イジー・ヤロシーク（Jiří Jarošík, 1977年10月27日 - ）は、チェコスロバキア（現チェコ）・ウースチー・ナド・ラベム出身の元チェコ代表サッカー選手、現サッカー指導者。ポジションはDF、MF。

## 経歴
チェコスロバキア時代のウースチー・ナド・ラベムに生まれ、ACスパルタ・プラハのユースから昇格しプロデビュー。FCスロヴァン・リベレツへの期限付き移籍を挟み、チームのガンブリヌス・リガ5連覇達成に貢献した。
2003年、当時ロシアリーグ史上最高額となる約370万ユーロの移籍金でCSKAモスクワに移籍した。同チームではリーグ優勝や翌年のロシア・スーパーカップ優勝を経験した。
2005年1月6日、プレミアリーグのチェルシーFCに加入した。同年夏にマイケル・エッシェンを獲得するなど守備陣の競争が激化した影響でバーミンガム・シティFCへ期限付き移籍した。
2006年6月19日、スコティッシュ・プレミアリーグのセルティックFCに移籍。7月28日、セルティック・パークでのキルマーノックFC戦で初出場するとともにゴールを挙げ、チームの大勝に貢献した。
2008年1月31日、クリリヤ・ソヴェトフ・サマーラと契約を交わし、再びロシアでプレーすることとなった。
退団後の2010年1月14日、プリメーラ・ディビシオンのレアル・サラゴサへ移籍。
2011年8月13日、古巣ACスパルタ・プラハに復帰した。
2013年8月26日、セグンダ・ディビシオンに昇格したデポルティーボ・アラベスに加入した。

## タイトル

### クラブ
スパルタ・プラハ
- ガンブリヌス・リガ 1996-97, 1998-99, 1999-2000, 2000-01, 2002-03

CSKAモスクワ
- ロシアサッカー・プレミアリーグ 2003
- ロシア・スーパーカップ 2004

チェルシー
- プレミアリーグ 2004-05
- フットボールリーグカップ 2005

セルティック
- スコティッシュ・プレミアリーグ 2006-07